# Manfreda bulbulifera
Manfreda bulbulifera là một loài thực vật có hoa trong họ Măng tây. Loài này được Castillejos & E.Solano mô tả khoa học đầu tiên năm 2008.